# Robert Penn Warren

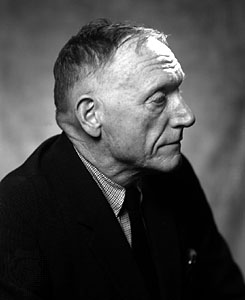
Robert Penn Warren (1968)

Robert Penn Warren (* 24. April 1905 in Guthrie, Todd County, Kentucky; † 15. September 1989 in Stratton, Vermont) war ein amerikanischer Schriftsteller und Literaturkritiker. Er veröffentlichte sechzehn Bände mit Gedichten und zehn Romane und war Pulitzer-Preisträger und von 1944 bis 1945 Poet laureate der Vereinigten Staaten. Sein Roman All the King’s Men (deutsch: „Das Spiel der Macht“) gilt als einer der bedeutsamsten politischen Romane der amerikanischen Literatur des 20. Jahrhunderts.

## Leben
Robert Penn Warren, das älteste von drei Kindern und Sohn des Bankiers Robert Franklin Warren und der Lehrerin Anna Ruth Penn Warren, war hochbegabt. Im Frühjahr 1921 verlor er durch einen Unfall sein linkes Auge. In dem darauffolgenden Sommer veröffentlichte er sein erstes Gedicht, Prophecy. Im Herbst 1921 ging er im Alter von sechzehn Jahren an die Vanderbilt University in Nashville. 1930 gehörte er zu den Southern Agrarians, die an die alte Vorkriegswelt der Südstaaten erinnerten und den untergegangenen Individualismus verherrlichten. Er gewann den Pulitzer-Preis 1946 für All the King’s Men. Die Bücher Segregation (1956) und Who Speaks for the Negro? (1965) traten für die Bürgerrechtsbewegung ein.
1950 wurde Warren in die American Academy of Arts and Letters und 1951 in die American Academy of Arts and Sciences gewählt. Seit 1962 war er Mitglied der American Philosophical Society.
Warren war zweimal verheiratet –, in erster Ehe von 1929 bis 1951 mit Emma „Cinina“ Brescia. Aus der zweiten Ehe mit der Schriftstellerin Eleanor Clark stammen seine Kinder Rosanna Phelps Warren und Gabriel Penn Warren.
Warren starb am 15. September 1989 in seinem Haus in Vermont an Krebs.

## Schriften

### Romane
- Night Rider, Houghton, (1939)
- At Heaven’s Gate, Harcourt, (1943), dt. „Alle Wünsche dieser Welt“ Aus d. Amerikan. von Helmut Degner. Gütersloh: Bertelsmann 1959
- All the King’s Men, Harcourt, (1946), (Pulitzer Prize), dt.: „Das Spiel der Macht“. Aus dem Amerikan. von Ilse Krämer. Vollst. überarb. und erg. von Philip Laubach-Kiani, München 2007, ISBN 3-453-43125-1. Weitere dt. Ausgaben unter den Titeln: „Der Gouverneur“ und „Des Königs Tross“.
- World Enough and Time, Random House, (1950)
- Band of Angels, Random House, (1955), dt. „Amantha“ Aus dem Amerikan. von Helmut Degner, Gütersloh : Bertelsmann 1957
- The Cave, Random House, (1959), dt. „Die Höhle von Johntown“ Aus dem Amerikan. von Helmut Degner, Gütersloh: S. Mohn, 1961
- Wilderness: A Tale of the Civil War, Random House, (1961)
- Flood: A Romance of Our Time, Random House, (1964)
- Meet Me in the Green Glen, Random House, (1971)
- A Place to Come To, Random House, (1977)

### Lyrik
- Thirty-six Poems, Alcestis Press, (1936)
- Eleven Poems on the Same Theme, New Directions, (1942)
- Selected Poems: 1923–1943, Harcourt, (1944)
- Brother to Dragons: A Tale in Verse and Voices, Random House, (1953), (Book Length)
- Promises: Poems 1954–1956, Random House, (1957), (Pulitzer Prize)
- You, Emperors, and Others: Poems 1957–1960, Random House, (1960)
- Selected Poems: New and Old, 1923–1966, Random House, (1966)
- Incarnations: Poems 1966–1968, Random House, (1968)
- Audubon: A Vision, Random House, (1969) (Book Length)
- Or Else: Poem/Poems 1968–1974, Random House, (1974)
- Selected Poems: 1923–1976, Random House, (1977)
- Now and Then: Poems 1976–1978, Random House, (1978), (Pulitzer Prize)
- Being Here: Poetry 1977–1980, Random House, (1980)
- Rumor Verified: Poems 1979–1980, Random House, (1981)
- Chief Joseph of the Nez Perce, Random House, (1983), (Book Length)
- New & Selected Poems: 1923–1985, Random House, (1985)

## Theaterstücke nach Warren
- Robert Penn Warren: Blut auf dem Mond. Ein Schauspiel in 3 Akten. In der Bühnenbearbeitung von Erwin Piscator. Deutsche Fassung von Erwin Piscator und Hellmut Schlien. Emsdetten: Lechte o. J. [1958]. (All the King’s Men)

## Verfilmungen
- 1949: Der Mann, der herrschen wollte (All the King’s Men)
- 1957: Weint um die Verdammten (Band of angels)
- 1971: Вся королевская рать (All the King’s Men, UdSSR)
- 2006: Das Spiel der Macht (All the King’s Men)